# Paracaprella insolita
Paracaprella insolita is een vlokreeftensoort uit de familie van de Caprellidae. De wetenschappelijke naam van de soort is voor het eerst geldig gepubliceerd in 1980 door Arimoto.